# 유럽 연합의 경제
유럽 연합의 경제는 유럽 연합(EU) 회원국들의 공동 경제이다. 명목상으로는 미국과 중국에 이어 세계 3위의 경제대국이며 구매력 평가(PPP) 면에서는 중국, 미국에 이어 3위의 경제대국이다. 유럽 연합의 2020년 GDP는 약 15조 달러(명목)로 세계 경제의 약 6분의 1을 차지할 것으로 추산된다.
유로화는 미국 달러 다음으로 세계에서 두 번째로 큰 준비 통화이다. 유로화는 유럽 25개국, 유로존, 유럽 6개국에서 공식 또는 사실상의 공식 통화로 사용되고 있다.
유럽 연합 경제는 자유 시장과 진보된 사회 모델에 기반한 혼합 경제의 내부 시장으로 구성되어 있다. 예를 들어, 재화, 서비스, 자본 및 노동의 자유로운 이동이 가능한 내부 단일 시장을 포함한다. The GDP per capita (PPP) was $43,188 in 2018, 2018년 1인당 GDP(PPP)는 43,188달러로 미국의 62,869달러, 일본의 44,246달러, 중국의 18,116달러와 비교된다. 1인당 GDP(PPP)는 룩셈부르크의 10만 6,372달러에서 불가리아의 23,169달러까지 큰 차이가 있다. 유럽 연합은 지니계수가 31로 낮아 세계 평균보다 소득의 평등한 분배를 가지고 있다.
유럽 연합의 해외 투자는 총 9조 1,000억 달러인 반면, 2012년 유럽 연합의 해외 투자는 총 5조 1,000억 달러로 단연 세계 최대 규모다. 유로넥스트는 유로존의 주요 증권거래소이다. 유럽 연합의 최대 무역 상대국은 미국, 중국, 영국, 스위스, 러시아, 터키, 일본, 노르웨이, 한국, 인도, 캐나다이다.
2009년 공공부채 위기가 시작된 이후 남유럽, 중앙유럽, 북유럽 그리고 몰타를 제외한 지중해 국가들의 높은 실업률과 공공부채, 국내총생산(GDP) 성장률이 높은 낮은 실업률 등 상반된 경제 상황이 나타냈고, 동부와 북부 회원국의 높은 국내총생산 성장률로 실업률이 낮아지고 있다. 2018년 기준 유럽 연합의 공공부채는 GDP의 80%로 가장 낮은 비율인 에스토니아와 가장 높은 비율인 그리스가 각각 181.1%로 차이를 보였다.

## 통화
1999년부터 일부 EU 회원국들은 유로화를 공식 통화로 사용하고 있다. 나머지 8개 주는 나중에 유로에 가입할 수 있도록 자국 통화를 계속 사용했다. 유로화는 또한 EU에서 가장 널리 사용되는 통화이다.
1992년 이후 마스트리흐트 조약은 유로에 가입하는 국가들의 경직된 경제 및 재정 수렴 기준을 정하고 있다. 1997년부터 지속적인 경제 및 재정 안정과 융복합을 보장하기 위해 안정성장협정이 시작되었다.
덴마크는 유로존에 가입하지 않고 있다. 이에 반해 스웨덴은 가입을 위한 사전 조치인 유럽 환율 메커니즘 시기나 여부를 선택함으로써 사실상 탈퇴를 선택할 수 있다. 나머지 국가들은 가입 조약을 통해 유로에 가입하기로 약속했다.
2009년 그리스를 시작으로 유로존 19개국 중 5개국이 국가 채무 위기로 어려움을 겪고 있는데, 많은 이들이 유럽 국가 부채 위기로 부르고 있다. 이 모든 국가들은 개혁을 시작했고 구제금융을 받았다(그리스, 아일랜드, 포르투갈, 스페인, 키프로스). 2015년 현재 그리스는 제외한 모든 나라가 부채 위기에서 벗어났다. 유로존이 아닌 다른 국가들도 부채 위기를 겪었고 헝가리, 루마니아, 라트비아(유로존에 가입하기 전)도 성공적인 구제금융 프로그램을 거쳤다.

## 예산
유럽 연합은 2014년~2020년 동안 1,0825억 유로의 장기 예산(MFF)을 가지고 있는데, 이는 EU-28의 GNI의 1.02%에 해당한다.
2021-2027년의 전체 예산은 코로나19 범유행으로 타격을 입은 회원국들을 지원하기 위해 1,074.3억 유로의 MFF와 7,500억 유로의 특별 복구 기금을 합친 1조 8천억 유로이다.

## 부문

### 서비스
제조업은 GDP의 23.8%이고 농업은 GDP의 1.5%에 불과한 것에 비해 서비스업은 GDP의 74.7%를 차지하는 유럽 연합에서 단연코 가장 중요한 부문이다.
연합의 단일 시장 내에서 금융 서비스가 잘 발달되어 있다. 기업들은 미국보다 은행 대출에 대한 의존도가 높지만 CMU 이니셔티브를 통해 자본 시장을 통해 더 많은 자금을 조달하는 기업으로의 전환이 계획되어 있지만, EU 내 자본의 자유로운 이동을 위해 2015년 9월 위원회가 내놓은 EU 계획안은 다음과 같다. 이 계획은 "2019년까지 EU에서 통합 자본 시장의 구성 요소를 구축하는 것"을 목표로 한다. CMU 이니셔티브는 모두 33개의 조치로 구성된다. 이 계획은 2017년에 갱신되었으며, CMU를 이행하는 법률이 단 한 건도 없기 때문에 2019년에 갱신되었다. 금융안정, 금융서비스 및 자본시장연합 집행위원인 발디스 돔브로우스키스 전 라트비아의 총리가 이니셔티브의 전달을 책임진다.
국제금융센터지수에 따르면 유럽에서 가장 큰 두 금융 센터인 런던과 취리히는 유럽 연합 밖에 있다. 유럽 연합에 남아있는 가장 큰 두 개의 금융 중심지는 프랑크푸르트와 룩셈부르크가 될 것이다.

### 농업
농업 부문은 유럽 연합으로부터 공동농업정책(CAP)의 형태로 보조금을 지원받는다. 2013년, 이는 EU의 총 지출 중 약 450억 유로(전체 예산 1480억 유로의 33% 미만)에 해당한다. 그것은 원래 EU의 농부들에게 최소 가격을 보장하기 위해 사용되었다. 이는 보호무역주의, 무역억제, 개발도상국 피해의 한 형태로 비판받고 있다. 가장 큰 반대자 중 하나는 CAP가 중대한 개혁을 겪지 않는 한 매년 영국 리베이트를 포기하는 것을 반복적으로 거부한 영국이었다. CAP의 가장 큰 수혜자이자 현재 블록 내 세 번째 경제대국(현재는 블록 내 두 번째 규모)인 CAP의 가장 큰 지지자이다. 그러나 CAP는 실질적인 개혁을 목격하고 있다. 1985년에는 유럽 연합 예산의 약 70%가 농업에 쓰였다. 2011년 농업인 직접지원과 시장관련 지출은 예산의 30%에 불과하고 농촌개발비는 11%에 불과하다. 2011년까지 CAP, 자금 지원 및 설계에 대한 개혁이 계속됨에 따라 직접 지원의 90%가 비거래 왜곡(생산과 연계되지 않음)이 되었다.

### 관광업
유럽 연합은 주요 관광지이며, 유럽 연합 이외의 나라와 그 안에서 여행하는 시민들을 끌어들인다. 셴겐 조약과 유로화로 인해 국내 관광이 더욱 편리해졌다. 유럽 연합의 모든 시민들은 비자 없이 어떤 회원국으로든 여행할 수 있다.
프랑스는 스페인, 이탈리아, 독일이 그 뒤를 잇고 있다. 그러나 EU 국가를 방문하는 해외 방문객의 상당 부분이 다른 회원국 출신이라는 점은 주목할 필요가 있다.

### 에너지
유럽 연합은 우라늄, 석탄, 석유, 천연가스 매장량을 보유하고 있다. 유럽 연합에는 6개의 산유국이 있으며, 주로 북해유전에 있다. 영국은 유럽 연합의 회원국 중 가장 큰 산유국이었으며, 덴마크, 독일, 이탈리아, 루마니아, 네덜란드가 석유를 생산한다. 유럽 연합은 2019년에 1,980만 톤의 원유를 생산했다. 유럽 연합은 석유를 가장 많이 소비하는 국가 중 하나로, 생산량보다 훨씬 많은 350Mtoe를 소비하여 96.8%의 석유를 수입하고 있다. 가장 큰 공급자는 러시아, 이라크, 나이지리아, 사우디아라비아, 카자흐스탄, 노르웨이이다. 교통은 2019년 66.1%로 석유의 최대 소비국이다.
EU의 모든 국가들은 교토 의정서를 준수했고, 유럽 연합은 가장 큰 지지자들 중 하나이다. 유럽 위원회는 2007년 1월 10일 첫 번째 포괄적인 EU 에너지 정책에 대한 제안서를 발표했다.

## 무역

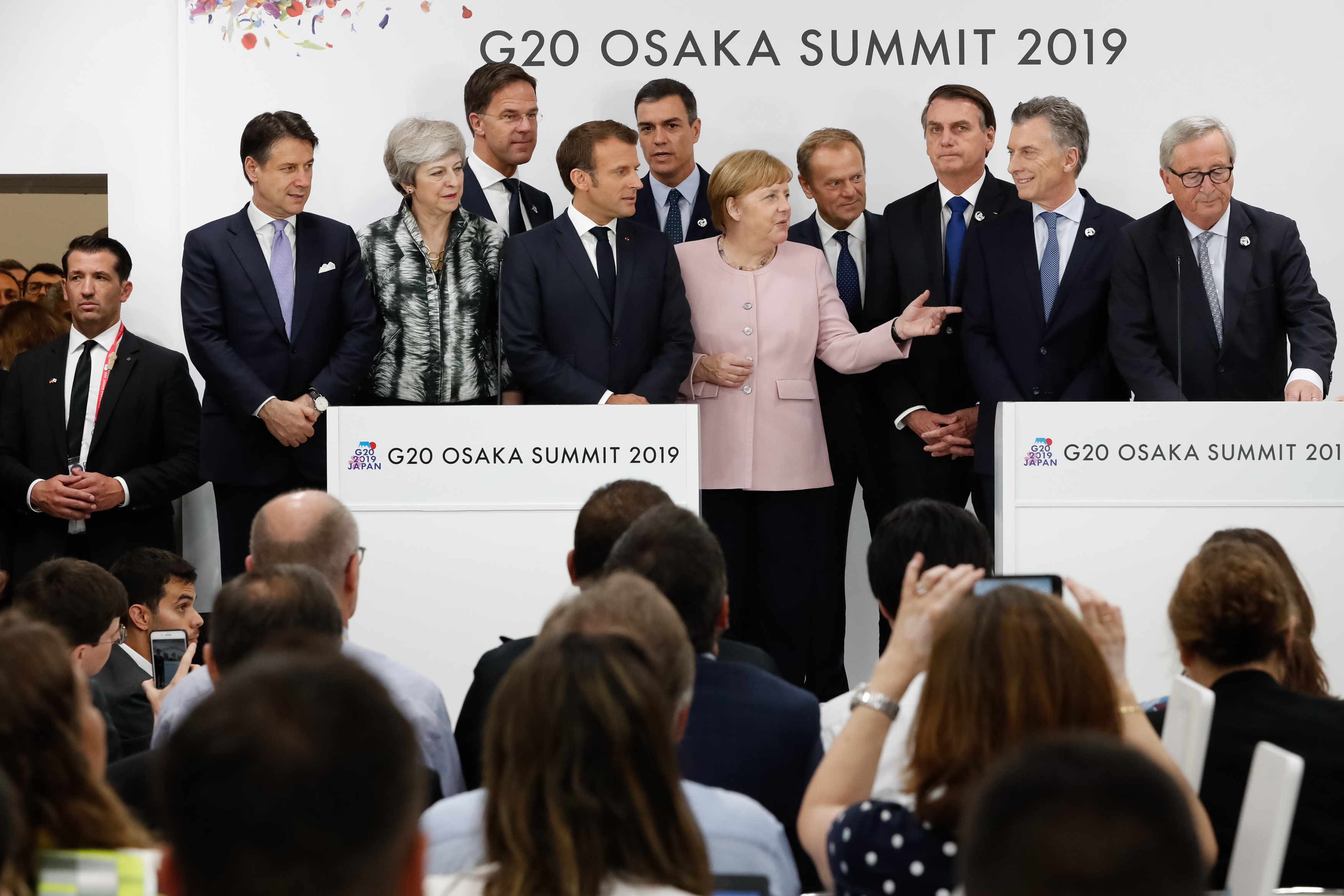
유럽 연합-메르코수르 자유 무역 협정은 세계에서 가장 큰 자유 무역 지역 중 하나를 형성할 것이다.

유럽 연합은 세계에서 가장 큰 수출국이며 2008년 현재 상품과 서비스의 가장 큰 수입국이다. 회원국 간의 내부 무역은 관세 및 국경 통제와 같은 무역 장벽의 제거에 의해 도움을 받는다. 유로존에서 무역은 대부분의 회원국들 사이에서 어떠한 통화 차이도 없이 이루어진다.

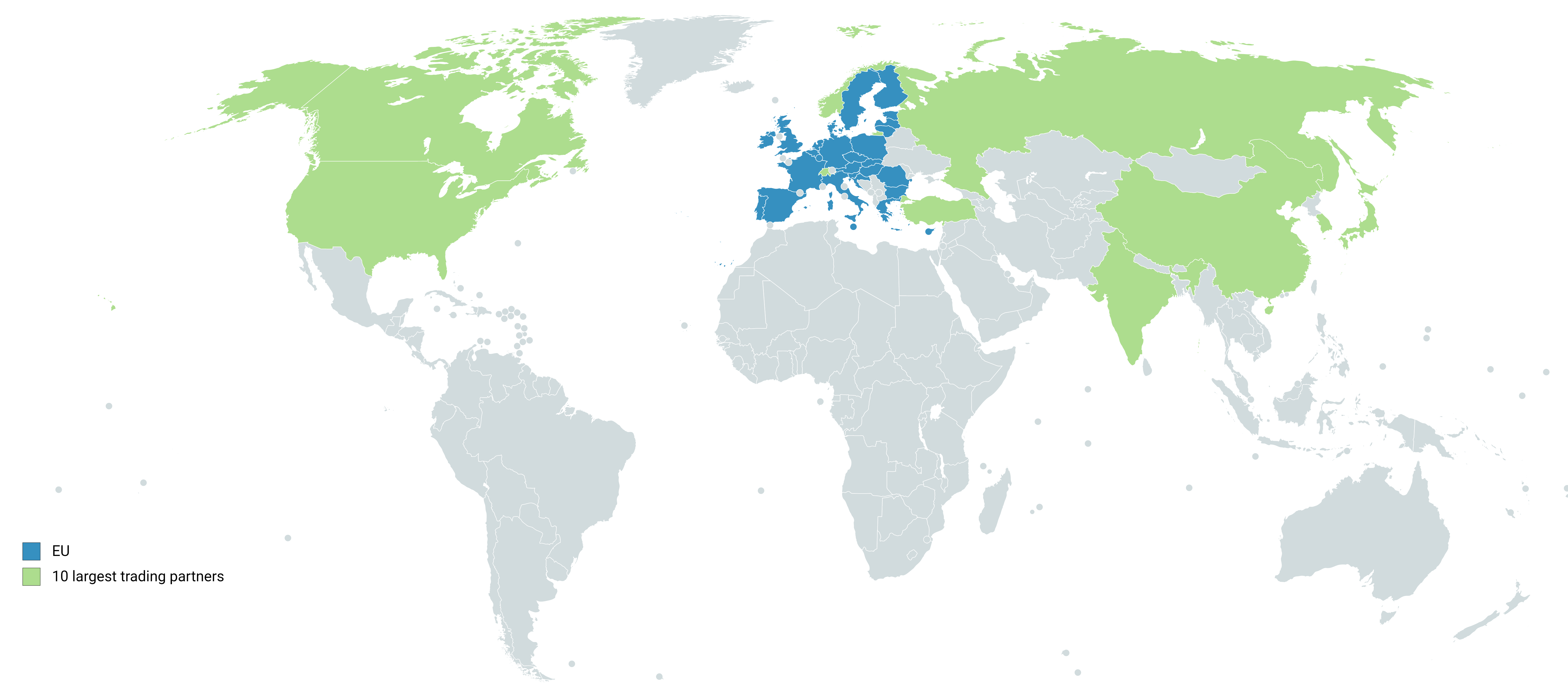
10대 무역 파트너 (2016년, 브렉시트 전 영국 포함)

유럽 연합 협회 협정은 훨씬 더 넓은 범위의 국가들에 대해 비슷한 일을 하는데, 그 국가들의 정치에 영향을 미치기 위해 부분적으로 소위 부드러운 접근법(채찍 대신 당근)으로 불린다. 유럽 연합은 세계무역기구(WTO)의 모든 회원국을 대표하며, 어떠한 분쟁에도 회원국을 대표하여 행동한다. EU가 WTO 틀 밖에서 무역 관련 협정을 협상할 때, 후속 협정은 각각의 개별 EU 회원국 정부의 승인을 받아야 한다.

## 같이 보기
- 유럽 중앙은행
- 유럽 연합의 경제 통화 동맹
- 유럽 투자은행
- 통화
- 일과 생활의 균형